# Oldenlandia hockii
Oldenlandia hockii är en måreväxtart som beskrevs av De Wild.. Oldenlandia hockii ingår i släktet Oldenlandia och familjen måreväxter. Inga underarter finns listade i Catalogue of Life.